# Owrtāgand
Owrtāgand (persiska: اورتاگند, Ortākand) är en ort i Iran.   Den ligger i provinsen Khorasan, i den nordöstra delen av landet, 800 km öster om huvudstaden Teheran. Owrtāgand ligger 1 286 meter över havet och antalet invånare är 173.
Terrängen runt Owrtāgand är kuperad söderut, men norrut är den bergig.Runt Owrtāgand är det ganska tätbefolkat, med 58 invånare per kvadratkilometer. Närmaste större samhälle är Bāgh Kand, 7,9 km nordväst om Owrtāgand. Omgivningarna runt Owrtāgand är i huvudsak ett öppet busklandskap.